# Boljev Dol
Boljev Dol (cyr. Бољев Дол) – wieś w Serbii, w okręgu pirockim, w gminie Dimitrovgrad. W 2011 roku liczyła 5 mieszkańców.